# Yoichiro Nambu
Yoichiro Nambu (南部 陽一郎 Nanbu Yōichirō?, Fukui, 18 de enero de 1921-Osaka,5 de julio de 2015) fue un físico estadounidense de origen japonés. Es conocido por haber propuesto la "carga de color" de la cromodinámica cuántica, por sus estudios en principios de ruptura espontánea de simetría electrodébil en la física de partículas y por descubrir que el Modelo de doble resonancia podría explicarse con la teoría de cuerdas de la mecánica cuántica. Fue junto a Holger Bech Nielsen, John H. Schwarz y Leonard Susskind, uno de los fundadores de la teoría de las cuerdas. Ganó numerosos premios y honores incluyendo el Premio Nobel de Física, Premio J. Robert Oppenheimer, la Medalla Nacional de Ciencias de Estados Unidos, Orden de Cultura de Japón, la Medalla Planck, el Premio Wolf, la Medalla Franklin, la Medalla Dirac y el Premio Sakurai.
La acción de Nambu-Goto de la teoría de cuerdas recibe ese nombre en honor de Nambu y de Tetsuo Goto. Por otra parte, los bosones sin masa se plantean en la teoría de campos con ruptura espontánea de simetría y se denominan a veces bosones Nambu-Goldstone.
El 7 de octubre de 2008 fue galardonado con el Premio Nobel de Física por sus descubrimientos en física subatómica, junto a los japoneses Makoto Kobayashi y Toshihide Masukawa.

## Biografía
Yoichiro Nambu nació el 18 de enero de 1921 en Tokio, Imperio de Japón.  En 1923, cuando Tokio fue devastada por el Gran Terremoto de Kanto, la familia Nambu se mudó a la Prefectura de Fukui, la ciudad natal de su padre. Nambu pasó el resto de su infancia allí y completó su educación secundaria a los 17 años.
Tras graduarse de la secundaria, Nambu ingresó en la prestigiosa Primera Escuela Superior (Ichikō), una institución preparatoria para las universidades de élite de Japón. A pesar de sus logros posteriores en física teórica, tuvo dificultades con la física durante esta época. En particular, tuvo dificultades para comprender el concepto de entropía y reprobó la asignatura de termodinámica. 
Continuó sus estudios en la Universidad Imperial de Tokio (actual Universidad de Tokio), donde Chushiro Hayashi —posteriormente conocido por su trabajo fundamental en astrofísica— fue compañero suyo.  En su último año, Nambu expresó interés en el estudio de partículas elementales y contactó con Hideki Yukawa y Shin'ichirō Tomonaga en busca de orientación. Sin embargo, inicialmente fue rechazado, pues le dijeron: «Solo los genios pueden comprender la física de partículas».

## Trayectoria
Tras obtener su Licenciatura en Ciencias en 1942,  Nambu fue reclutado por el Ejército Imperial Japonés en 1942. Sirvió durante un año como teniente (teniente técnico 技術中尉), participando en tareas como la excavación de trincheras y el transporte de barcos, antes de ser asignado a una unidad de investigación centrada en el desarrollo de radares de onda corta. Durante este período, el ejército le ordenó obtener un documento naval de alto secreto escrito por Shin'ichirō Tomonaga sobre la teoría del radar. En lugar de recurrir al espionaje, Nambu contactó directamente con Tomonaga y obtuvo el material con su cooperación.
Tras la guerra, de 1945 a 1949, Nambu trabajó en la Facultad de Física de la Universidad de Tokio. Durante este tiempo, recibió una fuerte influencia del trabajo de Tomonaga sobre electrodinámica cuántica y de los estudios de Ryogo Kubo sobre física de la materia condensada. Obtuvo su doctorado en Ciencias en 1952.
En 1949, Nambu fue nombrado profesor asociado en la Universidad de la Ciudad de Osaka (actual Universidad Metropolitana de Osaka)  y se convirtió en profesor titular al año siguiente, a la edad de 29 años.  En 1952, fue invitado al Instituto de Estudios Avanzados de Princeton, Nueva Jersey, y se mudó a Estados Unidos. Durante su estancia allí, conoció a Albert Einstein en dos ocasiones. En la segunda ocasión, Einstein intentó con fervor explicarle a Nambu su profundo escepticismo respecto a la mecánica cuántica.